# Ochotia olaensis
Ochotia olaensis är en flockblommig växtart som först beskrevs av Gorovoj och Pavlova, och fick sitt nu gällande namn av Andrej Pavlovich Khokhrjakov. Ochotia olaensis ingår i släktet Ochotia och familjen flockblommiga växter. Inga underarter finns listade i Catalogue of Life.